# 中国人民外交学会
中国人民外交学会，成立于1949年12月，是中华人民共和国第一所从事民间外交的机构。其旨在增进中国与世界民间联络，促进友好关系建立，谋求发展与共识。中國人民外交學會為副部級機構。

## 机构设置
根据有关规定，外交学会机关设置下列机构：

### 内设机构
- 办公室
- 研究部
- 亚非拉部
- 欧洲部
- 美大部
- 机关党委（组织人事部）

### 直属事业单位
- 机关服务中心

## 历任领导

### 历任会长
- 张奚若（1949年－1973年）[3]
- 郝德青（1977年－1983年）
- 韩念龙（1983年－1991年）
- 刘述卿（1991年－1997年）
- 梅兆荣（1997年－2003年）
- 卢秋田（2003年－2006年）
- 杨文昌（2006年－2016年）
- 吴海龙（2016年－2019年）[4]
- 王超（2019年－）